# Aus dem Dschungel, in den Dschungel
Aus dem Dschungel, in den Dschungel (Jungle 2 Jungle) ist eine US-amerikanische Filmkomödie aus dem Jahr 1997 und eine Neuverfilmung des französischen Spielfilms Little Indian – Der Großstadtindianer mit dem französischen Originaltitel Un indien dans la ville.
Die Regie führte John Pasquin, das Drehbuch schrieben Bruce A. Evans und Raynold Gideon. Die Hauptrolle spielte Tim Allen.

## Handlung
Der in New York City tätige Broker Michael Cromwell will erneut heiraten. Dazu braucht er die Scheidung von der ersten Ehefrau Patricia, die ihn vor Jahren verließ und ins Amazonas-Gebiet zog. Cromwell fährt nach Südamerika, wo er erfährt, dass er den dreizehnjährigen Sohn Mimi-Siku hat.
Cromwell bringt Mimi-Siku nach New York. Der Junge verspricht vor der Abreise dem Stammeshäuptling, das Feuer von der Flamme der Freiheitsstatue mitzubringen, doch vor Ort stellt er fest, dass dort kein Feuer brennt. Mimi-Siku verliebt sich in Karen, die Tochter Richard Kempsters, des Geschäftspartners von Cromwell. Richard Kempster wird wütend, als Mimi-Siku seine Lieblingsfische aus dem Aquarium verspeist und Karen etwas später neben dem Jungen einschläft. Obwohl sie beteuert, dass es zu keinen sexuellen Handlungen gekommen wäre, soll sie in ein Ferienlager nur für Mädchen geschickt werden.
Cromwell und Kempster lassen sich auf die Geschäfte mit russischen Mafiosi ein. Die unzufriedenen Gangster überfallen das Haus der Kempsters, sie fesseln Richard und drohen, ihm die Finger abzuhacken. Mimi-Siku hilft, die Verbrecher zu überwältigen.
Mimi-Siku kehrt in seine Heimat zurück, sein Vater schenkt ihm zum Abschied ein Feuerzeug in der Gestalt der Freiheitsstatue und ein Satellitentelefon. Michael bekommt im Gegenzug ein Blasrohr und die Anweisung Mimi-Sikus, damit eine Fliege zu töten, um zu dessen Stamm zu gehören; er probiert es im Gebäude der Börse aus und trifft eine Fliege – und seinen Chef, auf dessen Rücken sie sitzt. Etwas später zieht Cromwell nach Südamerika, er bringt die Familie der Kempsters und die tote Fliege mit. Mimi-Siku und Karen begrüßen sich herzlich. Am Ende deutet sich an, dass Michael und Patricia wieder zueinander finden.

## Kritiken
James Berardinelli schrieb auf ReelViews, er zähle das französische Original zu den schlechtesten Filmen des Jahres 1996 und die Neuverfilmung sei nur „minimal besser“ („marginally better“). Er hoffe, Walt Disney, der Gründer des verantwortlichen Produktionsunternehmens The Walt Disney Company, würde sich im Grab umdrehen.
Roger Ebert bezeichnete den Film in der Chicago Sun-Times vom 7. März 1997 als „gehirnlos“ („brainless“). Er schrieb, die Komödie wäre nicht besser als der frühere Film, der viele der schlechtesten Kritiken des Jahres 1996 erhalten hätte.

„US-Remake einer französischen Erfolgskomödie, deren Gag-Timing zwar etwas pointierter ist, deren Wortwitz aber gröber ausfällt. Durch die Besetzung der Hauptrolle mit einer Figur, die nicht nur äußerlich das Profil einer menschlichen "Ken"-Puppe besitzt, verflacht die im Original angelegte Konfrontation zwischen Naturkind und Zivilisation bis zur Unkenntlichkeit.“

## Auszeichnungen
Sam Huntington wurde im Jahr 1998 für den Saturn Award nominiert. Tim Allen wurde 1998 für den Blockbuster Entertainment Award und den Kids’ Choice Award nominiert.
Die Deutsche Film- und Medienbewertung FBW in Wiesbaden verlieh dem Film das Prädikat „wertvoll“.